# 滇列当
滇列当（学名：Orobanche yunnanensis）为列当科列当属下的一个种。其种加词 yunnanensis 意为“云南的”。